# بيبي درايفر
«بيبي درايفر» (بالإنجليزية: Baby Driver)‏ هو فيلم أكشن أمريكي صدر عام 2017، من كتابة وإخراج إدغار رايت. يؤدي أنسيل إلغورت دور البطل؛ وهو سائق هارب يسعى إلى التخلص من عالم الجريمة مع صديقته ديبورا (ليلي جيمس)، الفيلم أيضًا من تمثيل كيفين سبيسي، وجون هام، وإيزا غونزاليس، وجيمي فوكس، وجون بيرنثال. أنتج اريك فيلنر وشريكه تيم بيفان الفيلم بالتعاون مع نيرا بارك من بيغ توك بروداكشنز. قامت سوني وتري ستار بيكتشرز بالتوزيع التجاري للفيلم. تم تمويل الفيلم من خلال شراكة بين تري ستار وإم ار سي.
طوّر رايت بيبي درايفر لأكثر من عقدين، ابتكر فكرة الفيلم في شبابه، كما أن تجربته المبكرة في الإخراج شكلت طموحاته في بيبي درايفر، قام رايت بمراجعة مكان أجداث الفيلم في أتلانتا، ودمج روح المدينة في سرد القصص. تم التصوير الفوتوغرافي الرئيسي في أتلانتا على مدى أربعة أشهر، كان التصوير من فبراير إلى مايو 2016. شمل الإنتاج تخطيط الأعمال المثيرة المنسقة تنسيقاً دقيقاً، مع تنسيق الرقصات والتصوير. بحث النقاد في موضوع الفيلم في دراسات موضوعية للفيلم، مع التركيز على استخدامه لرمزية الألوان والتركيز على الأخلاق المتطورة فيه.
تم عرض بيبي درايفر لأول مرة في مهرجان ساوث باي ساوث واست في 11 مارس 2017، وتم إصداره في مسارح في أمريكا الشمالية والمملكة المتحدة في 28 يونيو. وقد لقي استحساناً من وسائل الإعلام بسبب حرفته وأسلوبه، على الرغم من أن كتابة السيناريو قد أثارت انتقادات من حين لآخر. اختار المجلس الوطني للمراجعة بيبي درايفر كأحد أفضل الأفلام في العام. حقق الفيلم 226 مليون دولار على الصعيد العالمي، معززاً بدعمٍ إيجابي من الجمهور. كان الفيلم مرشحاً للعديد من الجوائز، بما في ذلك ثلاث جوائز أوسكار (لأفضل مونتاج، وأفضل مونتاج صوتي، وأفضل خلط أصوات)، وجائزتين من جوائز الأكاديمية البريطانية للأفلام، واثنتين من جوائز اختيار النقاد، وجائزة غولدن غلوب لأفضل ممثل في فيلم موسيقي أو كوميدي (لإلغورت). فاز الفيلم بالعديد من التكريمات الأخرى، وزاد نجاح الفيلم من اهتمام الاستوديو في إنتاج أجزاء أخرى.

## القصة
مايلز (أنسيل إلغورت)، الملقب بـ«بيبي»، هو سائق موهوب في ريعان شبابه، يعتمد على أسلوبه قيادته المحترفة بجني الأموال واتخاذ أفضل مراكز اللعبة، إلا أنه عندما يلتقي بفتاة أحلامه ديبورا (ليلي جيمس) يقع في حبها، ويرى فرصة لتغيير حياته وتطهيرها من عالم الجرائم، ولكن بعد إجباره على العمل لدى زعيم الجريمة (كيفين سبيسي)، يشعر أن الخطر يهدد حياته وحبه وحريته.

## طاقم التمثيل
- أنسيل إلغورت بدور مايلز 'بيبي': 
بيبي هو سائق محترف تحت الطلب لعمليات السطو، فهو مسؤول عن هروب الأشخاص بعد عمليات السرقة، لديه شغف شديد بالموسيقى.[7] اعتبر إيلغورت أن الشخصية بريئة «أصغر من عمره في أعماقه».[8] بدأ إدغار رايت والمنتجون بالتفكير بالدور الرئيسي قبل حصولهم على تمويل للفيلم. كان إلغورت وجون بويغا ولوجان ليرمان من بين مجموعة من المرشحين المحتملين الذين تم النظر إليهم لتأدية الدور.[9][10] أجرى إلغورت الاختبار لأنه وجد النص مقنعًا.[8] أجرى إلغورت تجارب أداء عدة مرات، ولكن تم التعاقد معه بناءً على اختبار مسجل حيث قام بالرقص على أغنية «إيزي» (بالإنجليزية: Easy)‏ وهي أغنية لفرقة كومودوريس صدرت عام 1977.[11][11][12] شرح الكاتب والمخرج اختياره لـ إلغورت، حيث قال: «هناك عنصر من عناصر الروح القديمة في إلغورت واعتقد أن هذا متعلقاً بما كتبته بالفعل.»[9] يصور هدسون ميك شخصية بيبي كطفل.[13]
- كيفين سبيسي بدور 'دوك': 
الدوك هو الزعيم الغامض لعصابات الجرائم في أتلانتا. تم الإعلان رسمياً عن مشاركة سبيسي في فيلم بيبي درايفر في الصحافة في نوفمبر 2015.[14]
- ليلي جيمس بدور ديبورا: 
ديبورا هي نادلة تعمل في مطعم بو والتي أصبحت فيما بعد محل اهتمام بيبي. خاضت ليلي بتجربة أداء دور البطولة النسائية في الفيلم لأنها شعرت بأنها مضطرة للمشاركة بسبب الموسيقى التصويرية واتجاه السيناريو.[15] عندما سُئِلَت ليلي عن أوجه التشابه بينها وبين ديبورا، أجابت: «أحب الموسيقى، وأعتقد أنني متهورة. أعتقد أن ديبورا تختار الهرب مع هذا الرجل الذي بالكاد تعرفه بدلاً من العمل في هذا المطعم [...] أعتقد أنني متهور بهذه الطريقة أيضًا، كما أنني مخلصة».[15] كانت إيما ستون مرشحة للدور أثناء تطوير الفيلم.[16]
- جون بيرنثال في دور غريفين «غريف»: 
غريف من بين مجرمي الدوك المسؤولين عن أمن طاقم سرقته. يعتقد بيرنثال أن المجرمين غالباً ما يتم تصويرهم على أنهم غير مؤهلين في وسائل الإعلام الإخبارية، ولذلك، تشاور بيرنثال مع مجرمي الحياة الواقعية للإعداد لدوره وللحصول على فهم أفضل لشخصيته والعمل الداخلي للجريمة المنظمة.[17] قال جون في مقابلة: «هناك حمقى يذهبون مكاناً ما ويتم القبض عليهم لأنهم تركوا محفظتهم هناك، ولكن هناك مجرمين مدبرين ولديهم مستويات مختلفة من الدهاء. أعتقد أن هناك أشخاص لديهم موهبة حقيقية ويأخذون الأمر بجدية كبيرة، وهؤلاء هم الذين تحدثت معهم».[17]
- جون هام في دور جيسون 'بادي' فان هورن:
بادي هو لص وول ستريت والذي يتدمر بعد إدمانه للمخدرات. أزمته وهو في منتصف عمره بسبب قراراته المتسرعة. كان رايت يصوّر بادي كشخصية ذكورية قوية على غرار ستيف ماكوين في فيلم الهروب (1972) وجورج كلوني في فيلم أوت اوف سايت (1998).[18] صمم الكاتب والمخرج الشخصية مع هام، حيث هام هو صديق طويل الأمد ومعجب بعمل الكاتب، كما أنه هو الممثل الوحيد في بيبي درايفر الذي كتب شخصيته،[19] التقيا الاثنان لأول مرة بعد حفلة ساترداي نايت لايف في عام 2008.[18][20] شارك هام في نسخة تدريبية قرأها قبل عدة سنوات من تكليف الاستوديو بالدور.[21]

ومن بين أعضاء فريق التمثيل الآخرين: فليا بدوره إدي «نو نوز»، ولاني جون بدوره جي دي، وسكاي فيريرا بدورها الأم البيولوجية لبيبي، ولانس بالمر بوصفه الأب البيولوجي لبيبي، وبيغ بوي وكيلر مايك بوصفهم مدراء المطعم، وبول وليامز بدور «الجزار»، وجون سبنسر كحارس السجن.

## الإصدار

### العرض المسرحي
أُقيم العرض العالمي الأول لفيلم بيبي درايفر في 11 مارس 2017، في مهرجان ساوث باي ساوث واست في أوستن، تكساس. قادت تريستار حملة تسويق الفيلم، تضمنت استراتيجيتهم مشاركة قوية على وسائل التواصل الاجتماعي، كما كان هناك جولة دعائية عالمية للفيلم، وتم إنشاء عدد من الملصقات الملونة ذات الطراز القديم. في البداية، قررت الشركتان ترايستار وسوني عرض فيلم في منتصف أغسطس في أمريكا الشمالية والمملكة المتحدة، ولكن بخطوة غير معتادة، عجّلت الاستوديوهات بعرض الفيلم قبل ستة أسابيع من الموعد المقرر ليتم إصداره في 28 يونيو، تم ذلك بسبب الاستجابة الحماسية من دائرة المهرجانات السينمائية. كان هذا الإصدار غير عادي لأن الصيف المتأخر نادراً ما يكون تنافسي، وبالتالي يكون السوق أكثر ملاءمة للأفلام ذات الميزانية المنخفضة.

### الإصدار المنزلي
أصدرت شركة سوني بيكتشرز هوم إنترتيمنيت فيلم بيبي درايفر من خلال الفيديو حسب الطلب في 12 سبتمبر 2017، وعلى أقراص بلو راي ودي في دي وتنسيقات مجمعة من اتش دي فائقة الوضوح / بلو راي في أكتوبر. تحتوي النسخ المادية على ساعتين من الفيديوهات الإضافية بما في ذلك لقطات من وراء الكواليس، وتمرينات الإنتاج، وتعليقات صوتية، والفيديو الموسيقي لـ«الأغنية الزرقاء» (بالإنجليزية: Blue Song)‏. خلال الأسبوع الأول من بيعه في الولايات المتحدة، كان الفيلم هو الفيلم الثاني الأعلى مبيعًا على صيغ الدي في دي و بلو راي، حيث بيعت 226,657 نسخة بمبلغ 5.6 مليون دولار. باع الفيلم 595,111 نسخة حتى يناير 2018.

### نقابة البث
تمتلك شبكات الكابلات شوتايم وإف إكس حقوق بث الفيلم في الولايات المتحدة، وهو متاح أيضًا للمشتركين الموثقين في برنامج شوتايم عن طريق خدمات البث الخاصة بالشبكة.

## الاستقبال

### شباك التذاكر
حقق بيبي درايفر نجاحًا ماليًا. على الرغم من تعثر أداء الفيلم في الصين، إلا أنه قدم أداءً قويًا في أسواق أمريكا الشمالية وأسواق أوروبا الرئيسية حتى نهاية العرض المسرحي. حصل الفيلم على 107.8 مليون دولار في الولايات المتحدة وكندا و119.1 مليون دولار في البلدان الأخرى بإجمالي إيرادات 226.9 مليون دولار في جميع أنحاء العالم، مما يجعله الفيلم الثاني والأربعون الأكثر ربحًا في عام 2017، وأعلى فيلم ربحًا لرايت حتى الآن. قامت شراكة ترايستار – ميديا رايتس كابيتال باسترداد ميزانية الفيلم بأرباح صافية قدرها 51.5 مليون دولار، مع مراعاة تكاليف التسويق والنفقات الأخرى. اعتُبر دعم الفيلم بالحديث عنه، واهتمام الجمهور بسلاسل الأفلام الرائجة سبب نجاح الفيلم في شباك التذاكر.
أظهرت استطلاعات الرأي في الولايات المتحدة آفاق تجارية قوية عبر مجموعة متنوعة من الجماهير. كشفت استطلاعات سينماسكور التي أجريت خلال ليلة الافتتاح أن متوسط درجة بيبي درايفر هو A− على مقياس A+ إلى F، وكانت جماهير الفيلم أصغر سناً؛ 52% كانوا تحت 25 و57% كانوا ذكور، كما كانت الأسباب الرئيسية لمشاهدة الفيلم من الجمهور هي: الحركة (44٪)، والممثلين (26٪) والمخرج رايت (16٪). كانت مبيعات التذاكر المتقدمة بالساعة تتجاوز مبيعات المتحولون: آخر فارس. في حين أن التنبؤات اعترفت بالاستجابة الإعلامية الإيجابية والدعم الشفهي للفيلم، إلا أنها تعارضت بالإمكانيات التجارية طويلة المدى للفيلم في السوق. حقق الفيلم 5.7 مليون دولار في أول يوم من إطلاقه في عدة بلدان - بما في ذلك 2.1 مليون دولار من معاينات ليلة الثلاثاء - كما حقق 3.3 مليون دولار أخرى في يوم الخميس التالي. استمر الفيلم في تربعه بالمركز الثاني في شباك التذاكر الأسبوعية بمبلغ 30 مليون دولار من 3226 مسرحًا، متخطياً أنا الحقير 3. تجاوزت هذه العودة توقعات سوني لعطلة نهاية الأسبوع، وكانت بمثابة أفضل افتتاح لأي فيلم من إخراج رايت في الولايات المتحدة حتى الآن. شهد الأسبوع الثاني في الولايات المتحدة انخفاضًا في شباك التذاكر بنسبة 36.7٪ إلى 13 مليون دولار، وحقق الفيلم 8.8 مليون دولار أخرى في نهاية الأسبوع التالي. بحلول 14 أغسطس، تجاوز الفيلم 100 مليون دولار محليًا. أعادت تريستار توسيع نطاق عرض الفيلم المسرحي لأسبوع 25 أغسطس، حيث كسب 1.2 مليون دولار من 1074 مسرح، بزيادة 34٪ عن الأسبوع السابق. أكمل الفيلم عرضه المسرحي في أمريكا الشمالية في 19 أكتوبر 2017.
تم إصدار بيبي درايفر في 16 سوقًا دوليًا في الفترة ما بين 28 يونيو و2 يوليو 2017 - وكان في المرتبة الثانية للترتيب العام لعطلة نهاية الأسبوع، بعد أنا الحقير 3. مثلث المملكة المتحدة أكبر إيرادات للفيلم بمبلغ 3.6 مليون جنيه إسترليني (4.6 مليون دولار) من 680 مسرح. حصد الفيلم 1.8 مليون دولار في الأسبوع الثاني، شهد الأسبوع الثالث انخفاضًا في المملكة المتحدة بنسبة 26٪ فقط. حتى أحدث الأرقام، ربح بيبي درايفر 16.6 مليون دولار في المملكة المتحدة. حقق الفيلم أرقاماً عالية في البلدان الأخرى في عطلة نهاية الأسبوع الافتتاحي، ربح 3.7 مليون دولار في أستراليا، و1.7 مليون دولار في المكسيك، و1.7 مليون دولار في فرنسا، و1.2 مليون دولار في ألمانيا، و1.2 مليون دولار في البرازيل، و843,000 دولار في إسبانيا و620,000 دولار في ماليزيا. حقق الفيلم خلال افتتاحه في منتصف سبتمبر في كوريا الجنوبية 3.12 مليون دولار. بحلول 3 سبتمبر، تجاوز إجمالي إجمالي الإيرادات الدولية للفيلم 102.2 مليون دولار.

### الجوائز
| الجائزة                             | تاريخ الحفل    | الفئة                                               | المستلم | النتيجة   | مرجع          |
| ----------------------------------- | -------------- | --------------------------------------------------- | --- | --------- | ------------- |
| جائزة الأوسكار                      | 4 مارس 2018    | أفضل مونتاج                                         | بول ماشليس وجوناثان اموس                                                                                      | رُشِّح       | [ 65 ]        |
| جائزة الأوسكار                      | 4 مارس 2018    | أفضل مونتاج صوتي                                    | جوليان سلاتر                                                                                                  | رُشِّح       | [ 65 ]        |
| جائزة الأوسكار                      | 4 مارس 2018    | خلط أصوات                                           | تيم كافاجين، ماري إتش إليس، وجوليان سلاتر                                                                     | رُشِّح       | [ 65 ]        |
| تحالف الصحافيات السينمائيات         | 9 يناير 2018   | أفضل مونتاج                                         | بول ماشليس وجوناثان اموس                                                                                      | رُشِّح       | [ 66 ]        |
| محررو السينما الأمريكية             | 26 يناير 2018  | أفضل فيلم روائي طويل – كوميدي أو موسيقي             | بول ماشليس وجوناثان اموس                                                                                      | رُشِّح       | [ 67 ]        |
| جوائز الأكاديمية البريطانية للأفلام | 18 فبراير 2018 | أفضل مونتاج                                         | بول ماشليس وجوناثان اموس                                                                                      | فوز       | [ 68 ]        |
| جوائز الأكاديمية البريطانية للأفلام | 18 فبراير 2018 | أفضل صوت                                            | تيم كافاجين، ماري إتش إليس، وجوليان سلاتر                                                                     | رُشِّح       | [ 68 ]        |
| جمعية التمثيل الأمريكية             | 18 يناير 2018  | ميزانية كبيرة – دراما                               | فرانسين مايسلر وميغان لويس                                                                                    | رُشِّح       | [ 69 ]        |
| جمعية شيكاغو لنقاد السينما          | 12 ديسمبر 2017 | أفضل مونتاج                                         | بول ماشليس وجوناثان اموس                                                                                      | فوز       | [ 70 ]        |
| جوائز جمعية السينما الصوتية         | 24 فبراير 2018 | صورة متحركة – حركة حية                              | مارك أبليبي، وتيم كافاجين، وجاريث كوزينز، وماري إتش إليس، وجلين جاثارد، وجوليان سلاتر                         | رُشِّح       | [ 71 ]        |
| جائزة اختيار النقاد للأفلام         | 11 يناير 2018  | أفضل مونتاج                                         | بول ماشليس وجوناثان اموس                                                                                      | فوز       | [ 72 ]        |
| جائزة اختيار النقاد للأفلام         | 11 يناير 2018  | أفضل فيلم حركة                                      | بيبي درايفر                                                                                                   | رُشِّح       | [ 72 ]        |
| جمعية ديترويت لنقاد الأفلام         | 7 ديسمبر 2017  | أفضل استخدام للموسيقى                               | بيبي درايفر                                                                                                   | فوز       | [ 73 ]        |
| جوائز إمباير                        | 18 مارس 2018   | أفضل مخرج                                           | إدغار رايت | رُشِّح       | [ 74 ] [ 75 ] |
| جوائز إمباير                        | 18 مارس 2018   | أفضل قادم جديد                                      | أنسيل إلغورت                                                                                                  | رُشِّح       | [ 74 ] [ 75 ] |
| جوائز إمباير                        | 18 مارس 2018   | أفضل فيلم إثارة                                     | بيبي درايفر                                                                                                   | رُشِّح       | [ 74 ] [ 75 ] |
| جوائز إمباير                        | 18 مارس 2018   | أفضل تصميم إنتاج                                    | بيبي درايفر                                                                                                   | فوز       | [ 74 ] [ 75 ] |
| جوائز إمباير                        | 18 مارس 2018   | أفضل موسيقى تصويرية                                 | بيبي درايفر                                                                                                   | فوز       | [ 74 ] [ 75 ] |
| جمعية نقاد السينما في جورجيا        | 12 يناير 2018  | أفضل فيلم                                           | بيبي درايفر                                                                                                   | رُشِّح       | [ 76 ]        |
| جمعية نقاد السينما في جورجيا        | 12 يناير 2018  | أفضل مخرج                                           | إدغار رايت | رُشِّح       | [ 76 ]        |
| جمعية نقاد السينما في جورجيا        | 12 يناير 2018  | جائزة أوجليثورب للتميز في سينما جورجيا              | إدغار رايت | فوز       | [ 76 ]        |
| جوائز الغولدن غلوب                  | 7 يناير 2018   | جائزة غولدن غلوب لأفضل ممثل - فيلم موسيقي أو كوميدي | أنسيل إلغورت                                                                                                  | رُشِّح       | [ 77 ]        |
| جوائز جولدن ريل                     | 18 فبراير 2018 | الإنجاز المتميز في تحرير الصوت - الموسيقى           | جوليان سلاتر وبرادلي فارمر                                                                                    | رُشِّح       | [ 78 ]        |
| جوائز جولدن ريل                     | 18 فبراير 2018 | الإنجاز المتميز في تحرير الصوت - الحوار             | جوليان سلاتر ودان مورغان                                                                                      | رُشِّح       | [ 78 ]        |
| جوائز جولدن ريل                     | 18 فبراير 2018 | الإنجاز المتميز في تحرير الصوت - المؤثرات           | جوليان سلاتر، وجيريمي برايس، ومارتن كانتويل، وآرثر جرالي، وراون واتسون، وبيتر هانسون، وزوي فريد، وبيتر بورغيس | رُشِّح       | [ 78 ]        |
| جوائز الطماطم الذهبية               | 3 يناير 2018   | أفضل إصدار واسع 2017                                | بيبي درايفر                                                                                                   | 7th Place | [ 79 ]        |
| جوائز الطماطم الذهبية               | 3 يناير 2018   | أفضل فيلم أكشن 2017                                 | بيبي درايفر                                                                                                   | فوز       | [ 79 ]        |
| استطلاع نقاد إندي واير              | 19 ديسمبر 2016 | الأكثر توقعًا لعام 2017                              | بيبي درايفر                                                                                                   | رُشِّح       | [ 80 ]        |
| جوائز نقابة مديري المواقع           | 7 أبريل 2018   | المواقع البارزة في الفيلم المعاصر                   | دوغ دريسر وكايل هينشو                                                                                         | فوز       | [ 81 ]        |
| جوائز نقابة مديري المواقع           | 7 أبريل 2018   | لجنة الفيلم المتميز                                 | مكتب أتلانتا مايور للسينما والترفيه                                                                           | فوز       | [ 81 ]        |
| دائرة نقاد لندن                     | 28 يناير 2018  | جائزة الإنجاز الفني                                 | دارين بريسكوت (الأعمال المثيرة)                                                                               | رُشِّح       | [ 82 ]        |
| نقابة خبراء التجميل ومصففي الشعر    | 24 فبراير 2018 | ميزة الصورة المتحركة: أفضل مكياج معاصر              | فيوناغ كوش وفيليس تيمبل                                                                                       | رُشِّح       | [ 83 ]        |
| المجلس الوطني للمراجعة              | 4 يناير 2018   | أفضل عشرة أفلام                                     | بيبي درايفر                                                                                                   | فوز       | [ 84 ]        |
| نقاد نيويورك للأفلام على الإنترنت   | 10 ديسمبر 2017 | أفضل استخدام للموسيقى                               | بيبي درايفر                                                                                                   | فوز       | [ 85 ]        |
| جوائز إن إم إي                      | 14 فبراير 2018 | أفضل فيلم                                           | بيبي درايفر                                                                                                   | فوز       | [ 86 ]        |
| جمعية نقاد السينما عبر الإنترنت     | 28 ديسمبر 2017 | أفضل مونتاج                                         | بول ماشليس وجوناثان اموس                                                                                      | Runner-up | [ 87 ] [ 88 ] |
| جمعية سان دييغو لنقاد السينما       | 11 ديسمبر 2017 | أفضل مونتاج                                         | بول ماشليس وجوناثان اموس                                                                                      | فوز       | [ 89 ]        |
| جمعية سان دييغو لنقاد السينما       | 11 ديسمبر 2017 | أفضل استخدام للموسيقى                               | بيبي درايفر                                                                                                   | فوز       | [ 89 ]        |
| جوائز دائرة نقاد سان فرانسيسكو      | 10 ديسمبر 2017 | أفضل مونتاج فيلم                                    | بول ماشليس وجوناثان اموس                                                                                      | فوز       | [ 90 ]        |
| جائزة ساتالايت                      | 10 فبراير 2018 | أفضل مونتاج فيلم                                    | بول ماشليس وجوناثان اموس                                                                                      | رُشِّح       | [ 91 ]        |
| جائزة زحل                           | 27 يونيو 2018  | أفضل فيلم أكشن أو مغامرات                           | بيبي درايفر                                                                                                   | رُشِّح       | [ 92 ]        |
| جائزة نقابة ممثلي الشاشة            | 21 يناير 2018  | الأداء الرائع من قبل الفريق في صورة متحركة          | بيبي درايفر                                                                                                   | رُشِّح       | [ 93 ]        |
| جمعية سياتل لنقاد السينما           | 18 ديسمبر 2017 | أفضل مونتاج                                         | بول ماشليس وجوناثان اموس                                                                                      | رُشِّح       | [ 94 ]        |
| جمعية سانت لويس لنقاد السينما       | 17 ديسمبر 2017 | أفضل مونتاج                                         | بول ماشليس وجوناثان اموس                                                                                      | فوز       | [ 95 ]        |
| جمعية سانت لويس لنقاد السينما       | 17 ديسمبر 2017 | أفضل موسيقى تصويرية                                 | بيبي درايفر                                                                                                   | فوز       | [ 95 ]        |
| جمعية سانت لويس لنقاد السينما       | 17 ديسمبر 2017 | أفضل مشهد                                           | يذهب بيبي لشرب القهوة (المشهد الافتتاحي)                                                                      | Runner-up | [ 95 ]        |
| جمعية واشنطن العاصمة لنقاد السينما  | 8 ديسمبر 2017  | أفضل مونتاج                                         | بول ماشليس وجوناثان اموس                                                                                      | فوز       | [ 96 ]        |

## جزء آخر محتمل
أدى نجاح بيبي درايفر إلى زيادة اهتمام الاستوديو بإنتاج جزء آخر. بدأت مناقشات التكملة في ديسمبر 2017، حيث أعلن رايت عزمه على تطوير السيناريو لوسائل الإعلام. بدأ الكاتب والمخرج صياغة السيناريو في يناير 2019، وقدم مجموعة من الشخصيات الجديدة لتعزيز القصة. بحلول يوليو، عرض رايت على إلغورت نسخة من النص  أكد رايت أنه انتهى من كتابة سيناريو الجزء الثاني في يناير 2021. 

## وصلات خارجية
- الموقع الرسمي
- بيبي درايفر على موقع IMDb (الإنجليزية)
- بيبي درايفر على موقع ميتاكريتيك (الإنجليزية)
- بيبي درايفر على موقع روتن توميتوز (الإنجليزية)
- بيبي درايفر على موقع نتفليكس (الإنجليزية)
- بيبي درايفر على موقع قاعدة بيانات الأفلام العربية
- بيبي درايفر على موقع ألو سيني (الفرنسية)
- بيبي درايفر على موقع Turner Classic Movies (الإنجليزية)
- بيبي درايفر على موقع أول موفي (الإنجليزية)
- بيبي درايفر على موقع بوكس أوفيس موجو (الإنجليزية)
- بيبي درايفر على موقع فيلمافينيتي (الإسبانية)